# Christian Sengewald
Christian Sengewald (* 1977 in Dresden) ist ein deutscher Schauspieler.

## Leben
Sengewald stammt aus Erfurt, wo er die Schule besuchte und sein Abitur machte. Sein Vater war in der DDR Jugendwart bei der Kirche und in der Friedens- und Umweltbewegung engagiert. Aufgrund der staatskritischen Einstellung seiner Eltern musste er auch den Jungpionieren, zu denen er nicht wollte, nicht beitreten. Als Austauschschüler ging er unmittelbar nach der Wende für ein Jahr nach San Diego, wo er erstmals Theater spielte und in einer Musical-Produktion von The Sound of Music mitwirkte. Nach seiner Rückkehr aus den Vereinigten Staaten ging er an das Kinder- und Jugendtheater Erfurt, wo er u. a. in Produktionen des Woyzeck und des Sommernachtstraums auftrat. Er studierte an der Hochschule für Schauspielkunst „Ernst Busch“, Abteilung Puppenspielkunst, in Berlin. Dort gehörte u. a. Annegret Hahn zu seinen Lehrern. 2001 erhielt er sein erstes Engagement am Thalia Theater Halle, wohin ihn Annegret Hahn geholt hatte. Dort trat er 2003 u. a. als Rosalinde in Wie es euch gefällt und als Tybalt in Romeo und Julia auf. Außerdem spielte er in Stücken von Franz Xaver Kroetz, Philippe Minyana, Kristina Lugn, Koffi Kwahulé, Xavier Duranger und Christophe Pellet mit.
Anschließend war er ab 2004 als Gast u. a. am Maxim Gorki Theater (2004/05; u. a. als Lord Alfred Douglas in Oscar Wilde – Ein Rausch, Regie: Bruno Cathomas) und an der Schaubühne am Lehniner Platz (2005; als Paul Freund in Verstörung, Regie: Falk Richter und als Aeneas in Troilus und Cressida, Regie: James MacDonald) engagiert. 2005 gastierte er bei den Burghofspielen Eltville als Shakespeares Hamlet. Nach einigen Jahren, in denen sich Sengewald hauptsächlich dem Kino zugewandt hatte, folgten weitere Theaterengagements am Theater am Potsdamer Platz in Berlin (ab 2011; als Elmar, der Bruder des Mädchens aus Ost-Berlin, in der Uraufführung und den Folgevorstellungen des Udo-Lindenberg-Musicals Hinterm Horizont), am St. Pauli Theater in Hamburg (2012; als Biff in Tod eines Handlungsreisenden mit Burghart Klaußner als Willy Loman) und am Theater Neubrandenburg/Neustrelitz (2013).
Im April 2016 gastierte er als Biff Loman in Tod eines Handlungsreisenden am Stadttheater Fürth
Seit 2014 ist er als Schauspieler am Puppentheater Halle engagiert. Seit 2010 ist Sengewald außerdem die Stimme von Pittiplatsch in den Puppentheater-Spielen um Pittiplatsch und Schnatterinchen, mit denen er in Cottbus und bei zahlreichen Gastspielen auftritt.
Ab 2004 arbeitete Sengewald auch für das Kino und das Fernsehen. In dem französischen Kinofilm Die Zeit die bleibt (2005) von Regisseur François Ozon spielte er Sasha, den Freund und Liebhaber des an Krebs erkrankten, erfolgreichen homosexuelle Modefotograf Romain. In dem russisch-deutschen Anti-Kriegsfilm Halbdunkel – Straflager 23 (2006) hatte er eine Nebenrolle; er verkörperte den jungen deutschen Kriegsgefangenen Peter. In der deutschen Filmkomödie Kein Bund für’s Leben (2007) spielte er das „Weichei“ Justus von Bülow, einen verwöhnten Sohn aus reichem Hause. In der Kinokomödie Robert Zimmermann wundert sich über die Liebe (2008) von Leander Haußmann war er Ole, der beste Freund der männlichen Hauptfigur. In dem historischen Thriller Anonymus (2011) von Regisseur Roland Emmerich hatte er eine kleine Rolle als hinter einem Vorhang lauschender Diener und Spion.
In der Fernseh-Literaturverfilmung Der Turm (2012) verkörperte er die Rolle den jungen Chirurgen Thomas Wernstein. Im Tatort: Vielleicht (Erstausstrahlung: November 2014) übernahm er die Nebenrolle des Malte Steiner. Im Oktober 2015 war Sengewald in dem Fernsehfilm Das Dorf der Mörder (2015), mit Anna Loos in der Hauptrolle, in einer größeren Nebenrolle zu sehen; er spielte den Tierpfleger Marten Wahl.
In dem Kinofilm Jesus Cries mit Sabin Tambrea in der Hauptrolle als Jesus von Nazareth, einer Neuerzählung der biblischen Geschichte in modernen Bildern, der im April 2016 seine Premiere hatte, spielt Sengewald, unter der Regie von Brigitte Maria Mayer, die Rolle des jüdischen Hohenpriesters Kaiphas.
Christian Sengewald hat zwei Brüder. Er ist Vater zweier Töchter und lebt in Leipzig.

## Filmografie (Auswahl)
- 2005: Wolffs Revier (Fernsehserie; Folge Wege zum Ruhm)
- 2005: Die Zeit die bleibt (Le Temps qui reste)
- 2006: Halbdunkel – Straflager 23 (Polumgla)
- 2007: Kein Bund für’s Leben
- 2008: Robert Zimmermann wundert sich über die Liebe
- 2011: Der Brand
- 2011: Anonymus
- 2012: Der Turm (Fernsehfilm)
- 2014: Tatort: Vielleicht (Fernsehreihe)
- 2015: Big Business: Außer Spesen Nichts gewesen (Unfinished Business)
- 2015: Das Dorf der Mörder (Fernsehfilm)
- 2016: Karussell
- 2016: Jesus Cries
- 2022: Erzgebirgskrimi – Ein Mord zu Weihnachten (Fernsehreihe)
- 2023: Spreewaldkrimi: Bis der Tod euch scheidet (Fernsehreihe)
- 2025: Spreewaldkrimi: Böses muss mit Bösem enden (Fernsehreihe)
- 2025: In aller Freundschaft – Die jungen Ärzte – Weiterziehen (Fernsehserie)